# احمد واتارا
احمد واتارا (انگلیسی: Ahmed Ouattara؛ زادهٔ ۱۵ دسامبر ۱۹۶۹) بازیکن فوتبال اهل ساحل عاج بود.
از باشگاه‌هایی که در آن بازی کرده است می‌توان به باشگاه فوتبال سالگیروش، باشگاه فوتبال آسک میموساس، باشگاه فوتبال اسپورتینگ، باشگاه فوتبال بازل، باشگاه فوتبال سیون، و باشگاه فوتبال الشباب امارات اشاره کرد.
وی همچنین در تیم ملی فوتبال ساحل عاج بازی کرده است.